# 強膜
強膜（きょうまく、英: sclera）は、眼球の外側の白色の被膜。ギリシア語でskleros（「強い」を意味する）。鞏膜と表記されることもある。

## 概要
強膜は角膜とともに眼球外膜を構成し、眼球外膜の4/5を占める。厚さは0.4-1mmであり、白色不透明をしている。緻密結合組織の膜構造で、強膜-角膜移行部には、眼房水の吸収に関与しているシュレム管が輪走している。 白目として知られ、不透明で繊維状のコラーゲンと弾性線維を含んだ外層で保護されている。
発生学的には、強膜は外胚葉の神経堤由来とされる。幼年期の強膜は、より薄い色素の下地のいくつかが、僅かに青色になって現れ、加齢とともに色素沈着が進行し僅かに黄色味を帯びてくる。黄疸があると明瞭に黄染されるため、肝疾患の発見契機になることがある。

## 構造
強膜は、眼球(en)の外層である眼球線維膜の後ろ5/6の部分にあたる。連続的な硬膜と角膜の接続部で、白色不透明強靭な膜で眼球の形を保持し、眼球の内部と外部に貢献し、外眼筋を挿入する為の接続部分として働いている。強膜は、多くの神経と脈管を通じて後部強膜の切痕（骨または器官の辺縁における刀でえぐったようなくぼみ）に穿孔（穴）を生じさせ、視神経の穴を形造る。強膜の外側2/3部分の視神経乳頭は、硬膜（脳を覆う外部膜）を通じて、視神経の視神経硬膜に続いている。内部1/3は、いくつかの脈絡膜の組織を、プレート状の強膜篩板（視神経が貫く場所は篩（ふるい）状になっており、強膜篩板(en)と呼ばれる。強膜篩板の中央には網膜中心動脈と静脈が通るやや大きな孔が開いており、周辺には毛様体血管と神経を通す孔も多数開いている。強膜篩板と視神経が交差し、視神経小束に穿孔を生じさせる。視神経の周囲では強膜は視神経髄膜の硬膜に移行する。眼球に出入する神経や血管（毛様体神経、毛様体動脈、過静脈等）は強膜を貫いている。眼球結膜と強膜との間は血管に富む疎な結膜織で上強膜という。強膜の後半は疎な結合織被膜であるテノン嚢に覆われ、前半は眼球結膜に覆われている。視神経が入る部位付近で最も厚く（1mm）、角膜との境界部より後方が最も薄い（0.4mm）部分になる。微細な弾性線維が混ざった密なコラーゲン組織で、コラーゲン線維はさまざまな方向で強膜表面を平行に巡っている。強膜の血管は主に目の表面に見る事ができ、結膜の脈管に沿っており、（薄い層が強膜を覆っている）強膜上板(en)で炎症した目を赤くする。
多くの脊椎動物達の強膜は、軟骨もしくは骨のプレートで補強されており、強膜骨環(en)と呼ばれる輪を持つ。原始の魚の強膜骨環は、4つのプレートで構成されており、脊椎動物亜門の下位分類群である条鰭綱の多くや、肉鰭綱、爬虫類、鳥類に強膜骨環が確認出来る。強膜骨環が無くなったグループには、両生類、いくつかの爬虫類、魚類、すべての哺乳類が挙げられる。
ヒト以外の全ての霊長目の眼では強膜（白目）は目立たず、外部から観察できることはまれにしかない

## 組織学
強膜のコラーゲンは、角膜と切れ目なく続いている。
外層から最も深い部分の4つの強膜は:
- 強膜上板(en)

強膜を覆う薄い層
- 虹彩支質(en)

虹彩支質は、メラニン細胞が散在する疎性結合組織、後面は網膜の虹彩部、虹彩先端で折り返し、2層の細胞層を形成する。前方の細胞は平滑筋様になり、瞳孔散大筋として働き、虹彩先端では瞳孔括約筋になる。
- 脈絡上板(en)

脈絡膜の最も外側にある約30μmの薄い層のこと。強膜と脈絡上板との間が剥離する状態が脈絡膜剥離である。
- 角膜内皮(en)

六角形をした角膜内皮細胞が敷石状に規則的に配列された構造。ヒトの角膜内皮細胞は一度障害されると再生せず、障害された部分は周りの内皮細胞が面積を拡大して補う。角膜内皮細胞は角膜の透明度を維持するためになくてはならない存在であり、内皮細胞の密度がある限度を超えて少なくなると角膜にむくみが発生し角膜の透明性が維持できなくなる。このような状態を水疱性角膜症と呼ぶ。
強膜のコラーゲン繊維は、角膜コラーゲンように一番薄く均一な配列とは異なり、多くのグリコサミノグリカン（炭水化物の窒素による糖、ヘキソサミンの反復単位）を生産し、原繊維を細胞に巡らせる。角膜は5つの層を持ち、表面より上皮、ボーマン膜、固有質（実質）、デスメ膜、内皮の5層で構成される。
強膜は、角膜のような基底の内皮を含み、薄層上に高色素細胞がある。時々、強膜に表れる灰-青色の小さなしみは、無害で強膜黒色細胞腫と呼ばれている。

## 機能
人間の目は、動物界では特有のもので、特に強膜は目を開けた状態ではっきり見て取れる。これは人間の強膜が白目の為だからではなく、他の種族にも強膜の白目は見て取れるが、人間の虹彩は、他の動物に比べて眼の表面のむき出し部分が小さいためである。人間の強膜が特有なのは、学説的に感覚器として、目を使ったコミュニケーションが可能になる、社会的動物に進化、適応した為とされている。人間の目特有の強膜は、１人の個人が他人に対して、虹彩の動きを見る事で、相手の事を容易に推測する事が可能になると信じられており、非言語コミュニケーションの有効性を増す事が出来るとするものである。動物研究者達は、犬を飼いならすうちに、人間の目の視覚を拾い上げる能力を見つけ出した。犬は、他の犬や人間の視覚情報を読むようなコミュニケーション方法を取る事はなかったからである。

## 疾患
所、吉田（2008、p102‐p103）は強膜の疾患について記述している。
先天性疾患
- 青色強膜

遺伝性先天異常で強膜が青色を帯びて見えるもの。これは強膜の繊維の変化により脈絡膜が透見されるためである。本症状自体は視覚機能に障害をもたらさないが、難聴や出血傾向等を伴う事がある。
- 強膜メラノーシス

強膜におけるメラニン色素の蓄積のため、境界鮮明な青みがかった灰色の色素斑が見られることがある。しばしば、眼瞼・顔面皮膚の色素性母斑（太田母斑）に伴って見られる。
強膜の炎症
- 上強膜炎

強膜の表層には血管に富む結合組織繊維で覆われているが、この層における炎症。眼球結膜下に充血が起こり、結膜に充血浮腫が表れる。
- 強膜炎

強膜炎を参照
上強膜炎と同様の症状となるが、強膜炎では痛みが強い。強膜に紫色調の充血が強く、血管収縮薬の点眼をしても消失しない。隣接する角膜にも炎症が及び、これを硬化性角膜炎と呼ぶ。治癒後に病巣に一致して、ぶどう膜が透見されて灰色になったり、強膜が拡張隆起することがある。これを強膜ぶどう腫と呼ぶ。

## 画像

眼の回路図
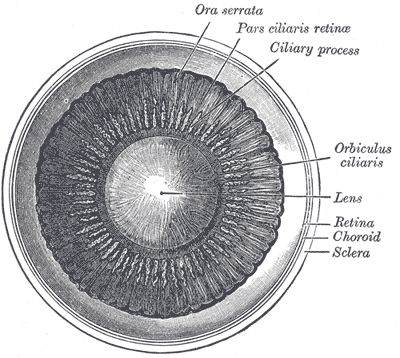
眼の半球状の内部
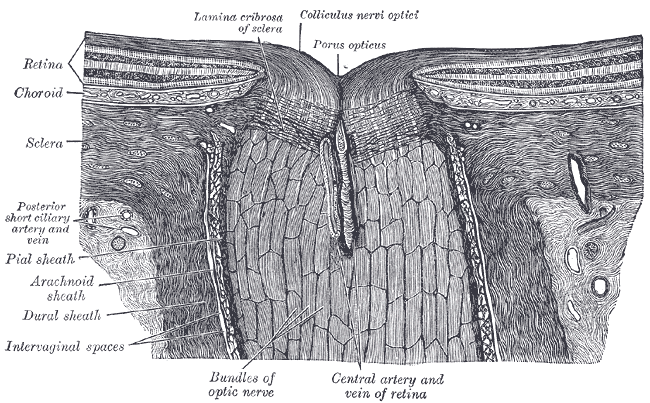
眼神経の末端部と眼球の水平断面図
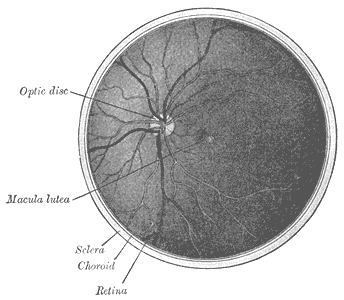
左目の後ろ半分、内部画像
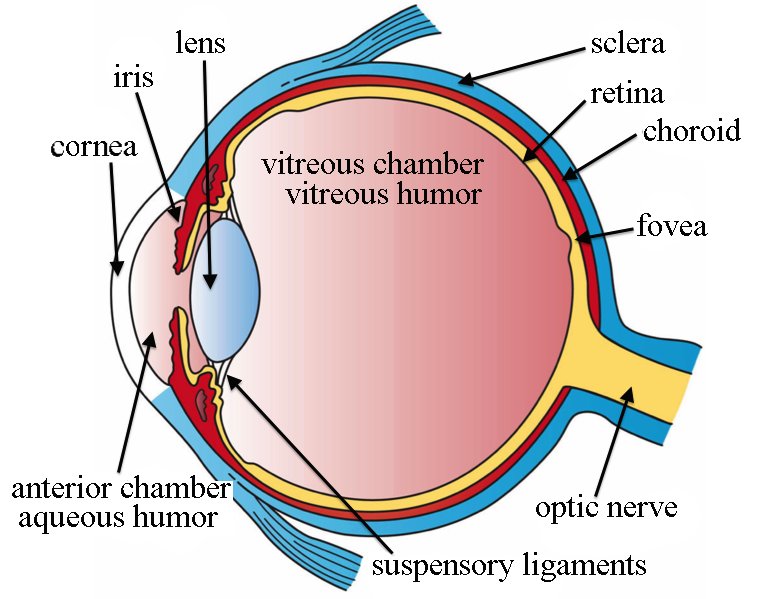
眼の構造
眼の構造を別の名前で表した画像
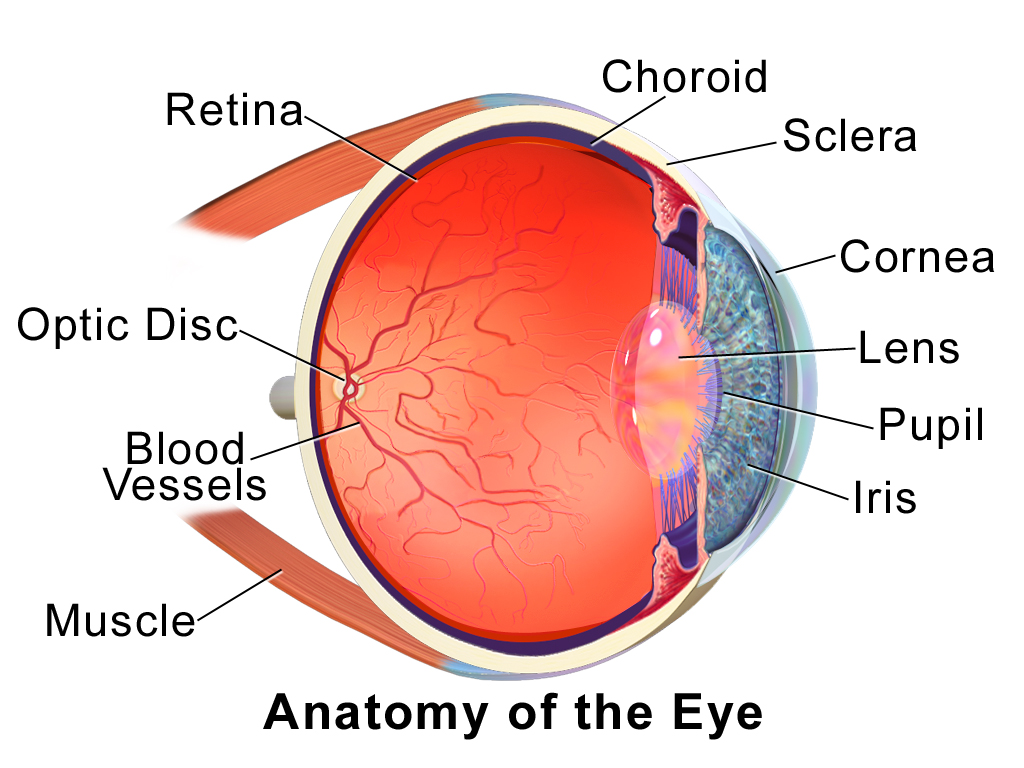

## 参照
1. ↑  Mosby's Medical, Nursing & Allied Health Dictionary, Fourth Edition, Mosby-Year Book Inc., 1994, p. 1402
2. ↑  “解剖生理学”.   　高野康夫. 2014年12月23日閲覧。
3. ↑  Cassin, B. and Solomon, S. Dictionary of Eye Terminology. Gainesville, Florida: Triad Publishing Company, 1990.
4. ↑  Hermann D. Schubert. Anatomy of the Orbit http://www.nyee.edu/pdf/schubert.pdf
5. ↑  “眼球の構造”.   一般社団法人　愛知県薬剤師会. 2014年12月23日閲覧。
6. 1 2  "eye, human."Encyclopadia Britannica from Encyclopadia Britannica 2006 Ultimate Reference Suite DVD 2009
7. ↑  Romer, Alfred Sherwood; Parsons, Thomas S. (1977). The Vertebrate Body. Philadelphia, PA: Holt-Saunders International. p. 461. ISBN 0-03-910284-X
8. ↑  Keeley, FW; Morin, JD; Vesely, S (November 1984). “Characterization of collagen from normal human sclera.”. Experimental eye research 39 (5):  533?42. doi:10.1016/0014-4835(84)90053-8. PMID 6519194.
9. ↑  “解剖生理学”.   　高野康夫. 2014年12月23日閲覧。
10. ↑  “眼球の構造”.   一般社団法人　愛知県薬剤師会. 2014年12月23日閲覧。
11. ↑  “眼球の構造”.   一般社団法人　愛知県薬剤師会. 2014年12月23日閲覧。
12. ↑  “人間に｢白目｣があるのは､まったく当たり前ではない…自然界では危険で不利とされる能力が進化した理由”. PRESIDENT Online. (2024年3月24日) 2024年3月22日閲覧。
13. ↑  Michael Tomasello, Brian Hare, Hagen Lehmann, Josep Call. "Reliance on head versus eyes in the gaze following of great apes and human infants: the cooperative eye hypothesis" http://www.chrisknight.co.uk/wp-content/uploads/2008/06/eyes-cooperation.pdf
14. ↑  Director and Producer: Dan Child, Executive Producer: Andrew Kohen (6 January 2010). "The Secret Life of the Dog". Horizon. BBC. BBC2。

## その他
- 強膜炎